# بامبانانی مبانه
بامبانانی مبانه (انگلیسی: Bambanani Mbane؛ زادهٔ ۱۲ مارس ۱۹۹۰) بازیکن فوتبال اهل آفریقای جنوبی است.
وی همچنین در تیم ملی فوتبال زنان آفریقای جنوبی بازی کرده‌است.